# Лимбах (Пезинок)
Лимбах (слч. Limbach) насељено је мјесто са административним статусом сеоске општине (слч. obec) у округу Пезинок, у Братиславском крају, Словачка Република.

## Становништво
| Година:    | 1994. | 2004.    | 2014.    | 2024.    |
| ---------- | ----- | -------- | -------- | -------- |
| Број људи: | 913   | 1337     | 1908     | 2428     |
| Разлика:   |       | +46,44 % | +42,70 % | +27,25 % |

| Година:    | 2023. | 2024.   |
| ---------- | ----- | ------- |
| Број људи: | 2423  | 2428    |
| Разлика:   |       | +0,20 % |

Према подацима о броју становника из 2011. године насеље је имало 1.730 становника.